# Mare de Déu de la Divina Gràcia
Mare de Déu de la Divina Gràcia és una església del municipi del Pont de Vilomara i Rocafort (Bages) inclosa en l'Inventari del Patrimoni Arquitectònic de Catalunya.
És una església neogòtica situada dins el nucli de la vila. El sostre de l'interior de la nau, és cobert amb volta de creueria, i les arcades de les capelles laterals amb arcs apuntats. La façana restà inacabada, només construint-se el basament i el portal d'accés.